# Diarkadougou
Diarkadougou est un village du département et la commune rurale de Bondigui, situé dans la province de la Bougouriba et la région du Sud-Ouest au Burkina Faso.

## Géographie

### Démographie
- En 1996, le village comptait 891 habitants recensés[2].
- En 2006, le village comptait 788 habitants recensés, dont 50,5 % de femmes[1].